# تشمن بوله (مقاطعة دلفان)
تشمن بوله (بالفارسية: چمن بوله) هي قرية تقع في قسم كاكاوند الشرقي الريفي (مقاطعة دلفان) في إيران. يقدر عدد سكانها بـ 250 نسمة بحسب إحصاء 2016.